# Unga Forskare

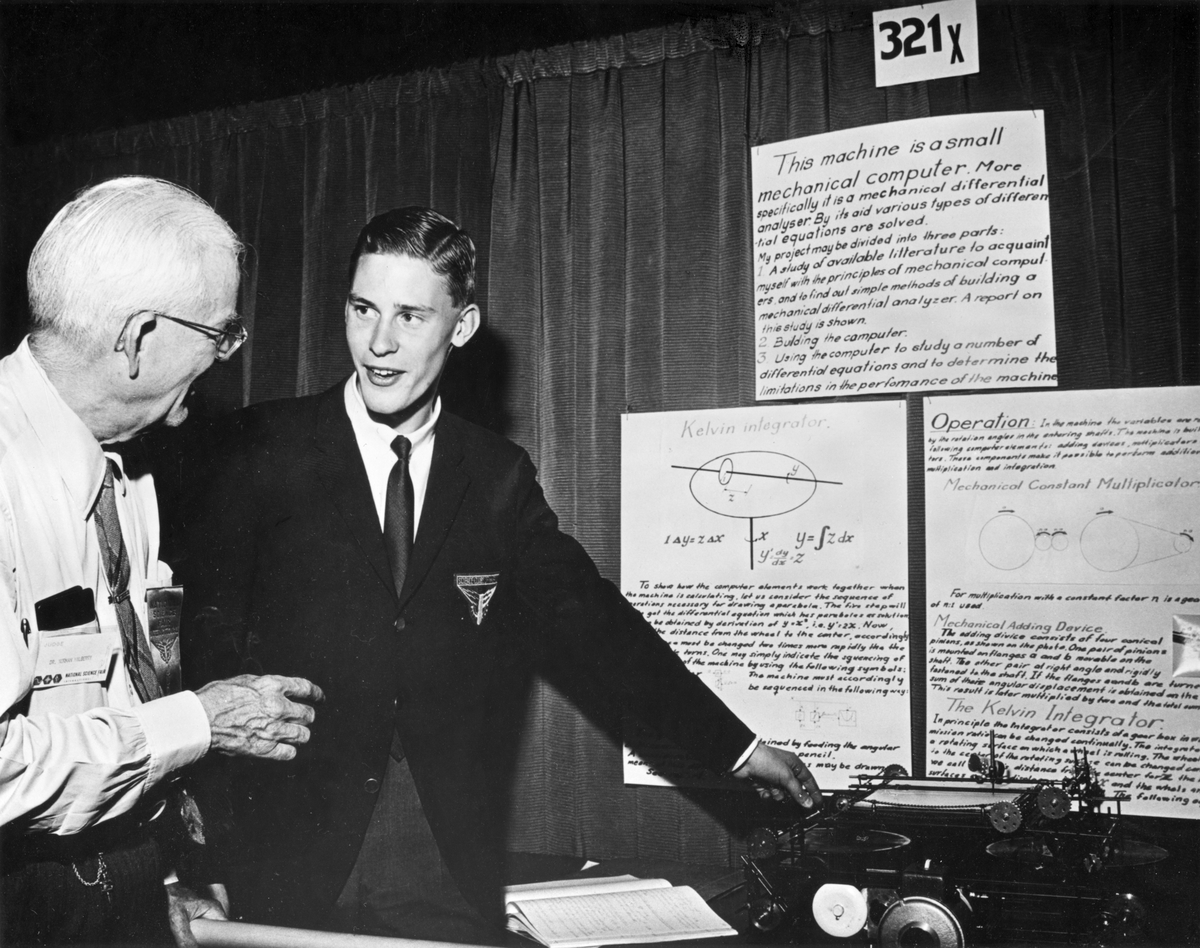
Anders Brahme förevisar sin prisvinnande mekaniska differentialekvationsmaskin, byggd i FAC System, på Unga forskares första utställning på Tekniska Museet i Stockholm 1963

Unga Forskare (tidigare Förbundet Unga Forskare) är ett ideellt ungdomsförbund som samlar unga intresserade av naturvetenskap, teknik och matematik. Förbundets syfte är att främja ungas intresse för naturvetenskap, teknik och matematik, samt deras roll i samhället.

## Verksamhet
Inom förbundet bedrivs verksamhet både av Unga Forskare självt men också i de många anslutna medlemsföreningarna landet över. 

### Medlemsföreningar
År 2023 var 50 föreningar anslutna till Unga Forskare. Alla föreningar anslutna till Unga Forskare utför någon form av verksamhet på lokal nivå knuten till naturvetenskap, eller teknik, och föreningarna utgör själva grunden i Unga Forskares verksamhet. Det kan variera från att vara ren hobby-verksamhet till avancerade forskningsprojekt eller tekniska eller naturvetenskapliga arrangemang för andra unga.

### Utställningen Unga Forskare

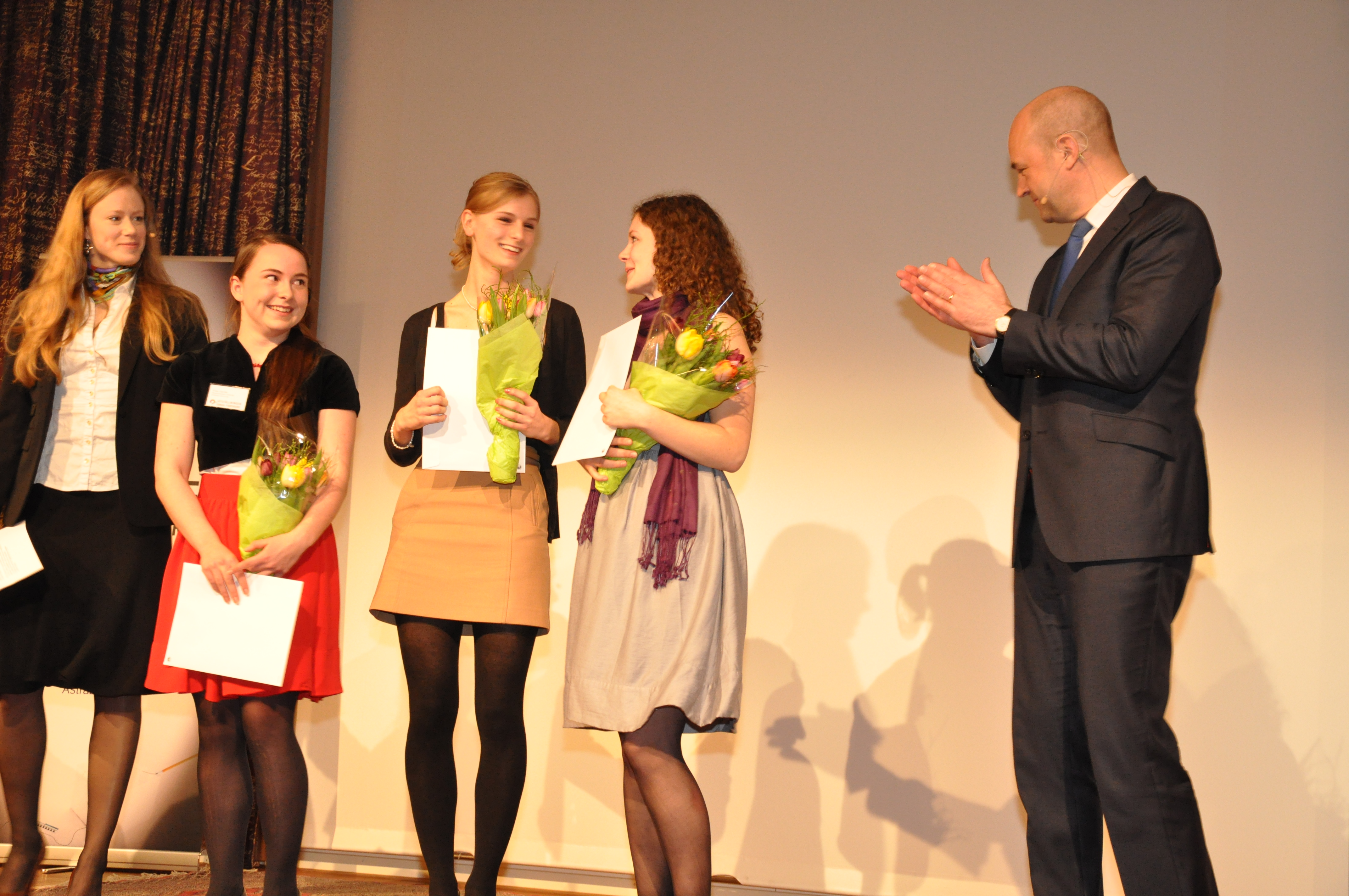
Statsminister Fredrik Reinfeldt delade ut priser vid Utställningen Unga Forskare år 2011

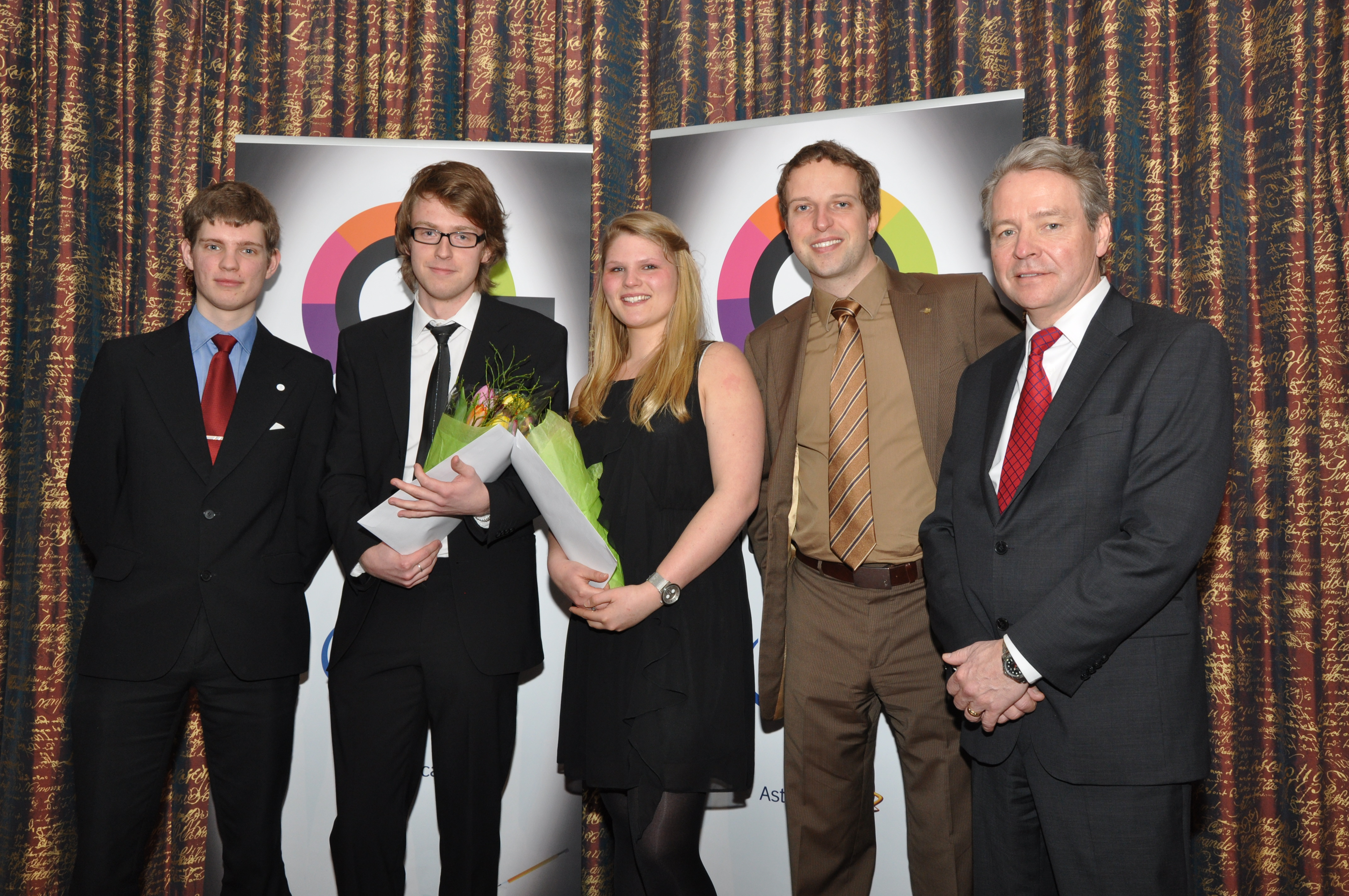
Robert Piehl-Fridqvist, Daniel Nordqvist, Sanne Johansson, Michal Dzoga, Carl-Daniel Norenberg. Intels representanter med vinnarna av resestipendium till Intel International Science and Engineering Fair år 2011

Utställningen Unga Forskare är sedan 1963 ett årligt arrangemang där unga som går på gymnasiet ges möjlighet att få sitt naturvetenskapliga eller tekniska projektarbete bedömt av en kvalificerad jury. Regionala delfinaler hålls på science centers och högskolor.
Finalen, med ungefär 100 deltagare, hålls på Södertälje Science Park i Södertälje. Kvalificering till finalen sker via ett antal regionala utställningar runt om i Sverige. De mest välgjorda projekten belönas i finalen med prestigefyllda stipendier, däribland resestipendium till utställningen Intel ISEF i USA, den kinesiska motsvarigheten CASTIC, den europeiska motsvarigheten EUCYS, vetenskapsforumet LIYSF och IWRW. Totalt uppgår värdet av priserna årligen till ungefär 500 000 SEK. Tidigare prisutdelare har bland annat varit Fredrik Reinfeldt, kronprinsessan Victoria, Christer Fuglesang￼￼ och Emma Frans. Utställningen Unga Forskare arrangeras av en ideell arrangörsgrupp inom Unga Forskare kallad Utställningsgruppen.

### SIYSS
Unga Forskare arrangerar årligen The Stockholm International Youth Science Seminar (SIYSS), ett veckolångt arrangemang för internationella unga forskare. SIYSS startades redan 1976, då i samarbete med Nobelkommittén.

### Sommarforskarskolor
Unga Forskare driver ett antal sommarforskarskolor riktade mot högstadie- och gymnasieelever varje år. Programmen är 1-2 veckor långa och innehåller laborationer, föreläsningar, studiebesök och sociala aktiviteter. Fokus ligger på lärande genom praktiska experiment.

### Gnistan
Verksamheten Gnistan riktar sig till högstadiet och har som syfte att väcka intresset för naturvetenskap och teknik bland unga och erbjuda dem möjlighet att engagera sig i samhällsutvecklingen.

### Stipendier och stiftelser
Förbundet Unga Forskare är ansvariga för ett antal stipendium, bland annat genom att vara nomineringsansvarig för Anders Walls Stiftelsers stipendium inom området naturvetenskaplig forskning. Till gymnasieelever delar de dessutom ut två stipendieplatser på den prestigefyllda sommarforskarskolan RSI vid MIT i Boston.
Förbundets styrelse agerar som förvaltare av Stiftelsen Gundel Cornelia Babs stipendiefond för Unga Forskare.

## Påverkansarbete
Förbundet Unga Forskare finns representerade hos andra viktiga aktörer som också arbetar med intresset för naturvetenskap och teknik, bland annat Vetenskap & Allmänhet. Tidigare har förbundet varit representerade i Regeringens offentliga utredning kallad Teknikdelegationen.

## Organisation
Unga Forskare är ett ungdomsförbund, och arbetar efter konceptet "unga för unga", vilket innebär att det är unga som såväl utför som deltar i all verksamhet.
Förbundet är en sammanslutning av föreningar och projektgrupper i Sverige som arbetar med naturvetenskap och teknik. Unga Forskare har en förbundsstyrelse, och ett kansli i Stockholm. Förbundet har mycket verksamhet på nationell nivå.

### Riksstämmor
Unga Forskares årsmöte benämns riksstämma och hålls från och med 2012 på hösten. Fram till och med 2011 hölls dock riksstämmorna på våren, före maj månads utgång.

### Förbundsordförande
- Julia Qiu 2024-
- Stella Axelsson 2022-2023
- Max Vinger 2020-2021
- Linnea Suomenniemi 2018-2019
- Mikael Ingemyr 2016-2017
- Diana Diez 2014-2015
- Sanna Holm 2013
- David Ebbevi 2011-2012
- Guncha Welsapar 2010-2011
- Anders Lundberg 2008-2010
- Tobias Bladini 2004-2008
- Karolina Åseby 2002-2004
- Kristofer Hallén 2000-2002
- Anders Lindström 1997-2000
- Patrik Jonasson 1996-1997
- Joakim Byström 1993-1996
- Ingela Ericsson 1990-1993
- Dan Kiselman 1986-1990
- Ulf Ergander 1981-1986
- Ian Hult 1978-1981
- Nils-Eric Svensson 1976-1978

### Stiftelsen Unga Forskares ordförande
- Nils-Eric Svensson 1973-1976
- Åke Martenius 1963-1973

### Unga Forskares Riksförbunds förbundsordförande
- Jan Lorensson 1975-1977
- Harald Ericsson 1972-1975
- Torgny Karlsson 1969-1972

### Generalsekretere
- Anna Hedlund 2015-
- Daniel Madhani 2011-2015
- Theresia Silander Hagström 2009-2011
- Joni Lindgren 2007-2009

### Hedersmedlemmar
- Jenny Lindgren 2023
- Anders Lindgren 2023
- Linnea Suomenniemi 2022
- Karl Larsson 2021
- Mikael Ingemyr 2017
- Emil Kling 2017
- Caroline Schagerholm 2017
- Emma Svedenblad 2017
- Axel Flinth 2016
- Anna Asratian 2016
- Diana Diez 2015
- David Andersson 2015
- Yi-Hua Zhang 2014
- Simon Pedersen 2013
- Gustav Johansson 2013
- Andreas Svensson 2012
- David Ebbevi 2012
- Anders Lundberg 2010
- Alexander Sehlström 2010
- Joni Lindgren 2009

## Historia
År 1963 bildades Stiftelsen Unga Forskare (StUF), av en rad organisationer med Tekniska Museet och dåvarande tidskriften Industria som främsta drivkrafter. Stiftelsens syfte var att stimulera ungdomar till hobbyverksamhet inom naturvetenskap och teknik. För ändamålet organiserade man varje år Utställningen Unga Forskare på Tekniska museet i Stockholm.
- 1963 - Stiftelsen Unga Forskare (StUF)
- 1969 - Unga Forskares Riksförbund (UFoR)
- 1977 - Förbundet Unga Forskare (FUF)
- 2016 - Unga Forskare (namnbyte)